# Epania minuta
Epania minuta là một loài bọ cánh cứng trong họ Cerambycidae.